# Дунце-лакханг
Дунце-лакханг (дзонг-кэ ཟླུམ་བརྩེགས་ལྷ་ཁང, вайли zlum brtshegs lha khang, лат. Dungtse Lhakhang; также Дунцег-лакханг) — буддийский монастырь (лакханг) на окраине города Паро в Бутане. Храм выглядит как чортен, такая архитектура для Бутана необычна.
Храм находится в начале подъёма места соединения долины Паро и долины Допчари, через мост от города Паро. Монастырь принадлежит школе Друкпа Кагью и обладает уникальной коллекцией буддийских икон.

## Легенда
По легенде, монастырь построил лично Тангтонг Гьялпо. По другой версии храм построили в голове демоницы.

## Расположение
Дунце-лакханг расположен напротив города, к нему ведёт мост через реку Паро-чу, дорога к мосту проходит через реку До-чу, такое место считается благоприятным с точки зрения тибетской геомантии. По другую сторону До-чу находится Национальный музей Бутана.

## История
Монастырь был построен в 1421 году (по другим источникам — в 1433 году), инициатором являлся знаменитый лама Тангтонг Гьелпо (1385—1464), известный также по имени Чагзампа, он построил в Бутане восемь железных мостов. Он выбрал форму чортена, так как такая форма парализует демонов и провозглашает победу буддизма.
В 1841 году 25-й Дже Кхемпо, Шераб Гьелцен с помощью жителей окрестных селений восстановил монастырь.

## Архитектура
Храм построен в форме мандалы, три уровня представляют три уровня буддийских миров — ад, землю и небеса. Над тремя уровнями господствует белая башня. Для достижения различных уровней следует подниматься вверх по множеству ступеней.
Оформление монастыря считается уникальным, картины и иконы обладают большой ценностью. На первом этаже находятся пять Будд медитации, а также Авалокитешвара, Падмасамбхава и Тангтонг Гьелпо.
На первом этаже — Махакала, вокруг которого сто мирных и гневных божеств и изображения переходного состояния бардо на внутренней стене.
На втором этаже расположены тантрические божества. На внешней стене — Гухьясамаджа, Ваджрабхайрава, Чакрасамвара, Хеваджра, Калачакра, Ваджраварахи, Хаягрива и Махамайя На внутренней стене — 84 индийских махасиддхов и тибетских святых, таких как Марпа, Миларепа и Гампопа.
К востоку от Дунце-лакханга находится один из самых старых буддийских храмов VII века Пана-лакханг.